# Geppetto
Geppetto, también escrito Gepetto o Gepeto, es un personaje de Las aventuras de Pinocho, novela de Carlo Collodi, un viejo y solitario carpintero que no tiene hijos y es zurdo, y por eso hace un títere de madera al que llama Pinocho, al cual un hada da vida esa misma noche, y que al mentir le crece la nariz. Geppetto es el diminutivo del nombre Giuseppe (José, en italiano). El personaje representa al padre adoptivo y amoroso.

## Papel en la historia

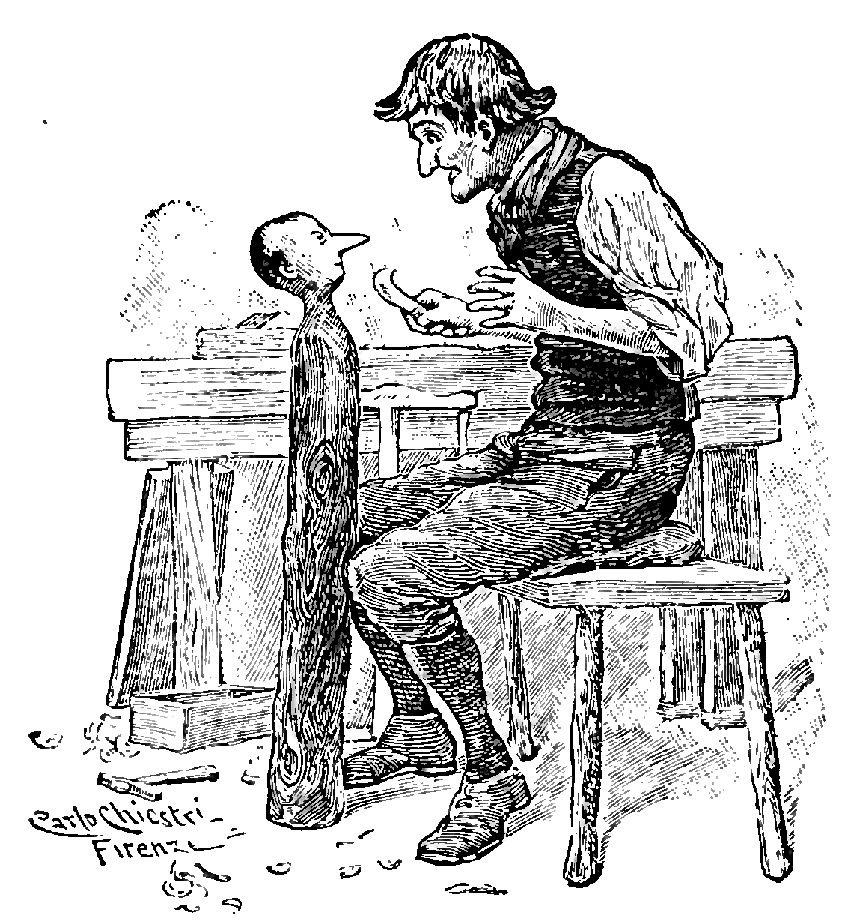
Geppetto tallando a Pinocho, ilustración de una edición italiana de 1902.

Geppetto se presenta cuando el carpintero Antonio encuentra un bloque parlante de madera de pino en el que estaba a punto de tallar una pata para su mesa. Cuando Geppetto busca un trozo de madera para construir una marioneta, Antonio le da el bloque a Geppetto.
Geppetto, siendo extremadamente pobre y pensando en ganarse la vida como titiritero, talla el bloque en forma de un niño y lo llama "Pinocho". Incluso antes de que esté construido, Pinocho ya tiene una actitud traviesa; Tan pronto como Geppetto termina de tallar los pies de Pinocho, el títere procede a patearlo. Una vez que el títere ha sido terminado y Geppetto le enseña a caminar, Pinocho sale corriendo por la puerta y se adentra en la ciudad. Es atrapado por el carabinero. Cuando la gente dice que a Geppetto no le gustan los niños, el carabinero asume que Pinocho ha sido maltratado y encarcela a Geppetto.
A la mañana siguiente, Geppetto sale de la cárcel y descubre que los pies de Pinocho se han quemado. Geppetto los reemplaza con pies nuevos. Cuando Geppetto le da de comer tres peras, Pinocho promete ir a la escuela. Como Geppetto no tiene dinero para comprar libros escolares, vende su único abrigo.
Geppetto se ve a continuación cuando Pinocho cree que el Hada con el Pelo Turquesa ha muerto y una paloma lo lleva a la orilla del mar, donde Geppetto está construyendo un bote para buscar a Pinocho. Pinocho intenta nadar hacia Geppetto, el cual es tragado por el Terrible Tiburón.
Geppetto no vuelve a aparecer hasta que el propio Pinocho es tragado. Pinocho y Geppetto escapan del Tiburón y desde allí son llevados a la orilla por un atún.
Después de varios meses de arduo trabajo apoyando al enfermo Geppetto en la casa de un granjero, Pinocho va a comprarse un traje nuevo, y Geppetto y Pinocho no se reencuentran hasta que el títere se convierte en un niño. Se ve a Geppetto saludable nuevamente y retomando su trabajo tallando madera.

## Adaptaciones

### Versión de Disney

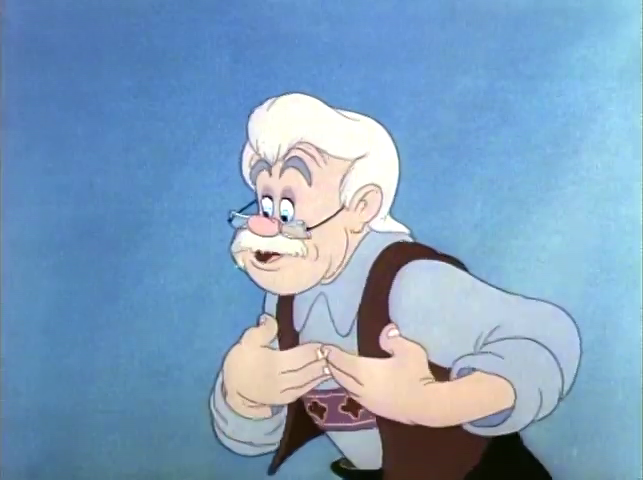
Geppetto en la película de animación de 1940.

Geppetto aparece en la película de animación de 1940 Pinocho, como un anciano bigotudo y bonachón que trabaja como juguetero y relojero, y que vive con sus dos mascotas: el gato Fígaro y la pececilla Cleo. Antes de dormir, él pide a la estrella azul que Pinocho, la marioneta que acaba de fabricar se convierta en un niño de verdad. El Hada Azul, al escuchar su deseo, da vida a Pinocho, a quien posteriormente convierte en un niño de verdad tras salvar a su padre de ahogarse cuando son perseguidos por la ballena Monstruo.
En otras apariciones en animación, Geppetto volvió a aparecer en el cortometraje All Together (1942) para la National Film Board of Canada, en compañía de otros personajes de Disney. También aparece ocasionalmente entre el público en la serie House of Mouse.
Geppetto también aparece en los Parques Disney como personaje para conocer y saludar.
Entre sus apariciones en videojuegos, Geppetto aparece en la serie Kingdom Hearts en los títulos Kingdom Hearts, Kingdom Hearts: Chain of Memories, y Kingdom Hearts 3D: Dream Drop Distance. También aparece en Disney Magical World, y como personaje jugable en Disney Magic Kingdoms.
En la película de acción real para televisión Geppetto del 2000, Geppetto es interpretado por Drew Carey, donde tras tallar a Pinocho y este cobrase vida, duda de si debería haber fabricado a Pinocho debido a los problemas que causa, sin embargo, al final ve que como padre querrá a su hijo a pesar de no ser perfecto. En el remake de acción real de 2022, Geppetto es interpretado por Tom Hanks, cumpliendo el mismo papel que en la película de 1940, habiendo tenido en esta versión un hijo que falleció, explicando la razón de su deseo de que Pinocho cobrase vida para tener de nuevo un hijo junto a él.

### Pinocho, la leyenda(1996)
Geppetto aparece en la película Pinocho, la leyenda siendo interpretado por Martin Landau. Es un fabricante de marionetas que en su juventud talló en un pino un corazón expresando su amor secreto por una mujer llamada Leona. Años después, cuando un rayo derribó el pino, Geppetto usó el tronco para tallar una marioneta a la que llamó Pinocho. A causa de la magia del amor que tenía el corazón tallado, Pinocho cobró vida, haciendo que Geppetto lo tomara como hijo.
Geppetto vuelve a aparecer en la secuela directa a vídeo, Pinocho y Geppetto (1999), de nuevo interpretado por Martin Landau (cabe destacar que Landau fue el único de los dos actores, junto con Udo Kier, que volvió a interpretar en la secuela a su personaje de la primera película). Tras caer Geppetto enfermo, Pinocho fue en busca de una medicina. Sin embargo, tras dársela, al día siguiente Geppetto termina transformándose en una marioneta.

### Once Upon a Time(2011-2018)
Geppetto es un personaje secundario en la serie Once Upon a Time, interpretado por Tony Amendola. Hace su debut en el primer episodio de la primera temporada. Su contraparte en Storybrooke es Marco.
Los padres de Geppetto se convirtieron en marionetas por culpa de Pepito Grillo y sus padres. Por ello, Pepito le pide al Hada Azul que le convierta en un grillo, y a partir de ese momento se convierte en amigo inseparable de Geppetto, cuidando de él.
Muchos años después Geppetto talla una marioneta, Pinocho, al que ama como si fuera su propio hijo. Después de un grave accidente con una ballena, Pinocho se sacrifica para salvar la vida de su propio padre. Al llegar a la orilla del mar Geppetto ve que su hijo ha muerto, pero el Hada Azul hace que se convierta en un niño de verdad, y que pueda vivir feliz con su padre.
- Datos: Q1428120
- Multimedia: Geppetto / Q1428120